# Тополя-Шляхецька
Тополя-Шляхецька (пол. Topola Szlachecka) — село в Польщі, у гміні Ленчиця Ленчицького повіту Лодзинського воєводства.
Населення — 284 особи (2011).
У 1975-1998 роках село належало до Плоцького воєводства.

## Демографія
Демографічна структура станом на 31 березня 2011 року:
|          | Загалом | Допрацездатний вік | Працездатний вік | Постпрацездатний вік |
| -------- | ------- | ------------------ | ---------------- | -------------------- |
| Чоловіки | 142     | 28                 | 94               | 20                   |
| Жінки    | 142     | 22                 | 80               | 40                   |
| Разом    | 284     | 50                 | 174              | 60                   |